# 三十五烷
三十五烷（英語：Pentatriacontane）是含有35個碳原子的直鏈烷烴，化學式為C35H72，外觀為無色、透明的蠟狀固體。它理论上存在4.93783×1011种同分异构体。它可由沃尔夫－凯惜纳－黄鸣龙还原反应制得。研究人员在牵牛花和晚花稠李叶子中发现了这种物质的存在。